# باول غودفري
باول غودفري هو شخصية أعمال كندي، ولد في 1939 في تورونتو في كندا.

## وصلات خارجية
- باول غودفري على موقع IMDb (الإنجليزية)